# Saúl Rosales Carrillo
Saúl Rosales Carrillo es un escritor mexicano (Torreón, Coahuila, 1940). Fue nombrado miembro correspondiente de la Academia Mexicana de la Lengua en octubre de 2003. En la juventud trabajó como linotipista en la ciudad de Torreón. Posteriormente se trasladó a la Ciudad de México para entrar a la Escuela Militar de Mecánicos de Aviación, donde se graduó como sargento segundo. Pidió licencia ilimitada del Ejército y se dedicó al periodismo como reportero en El Día y como articulista en El Sol de México y Ovaciones. En 1969 desempeñó el cargo de editor de publicaciones periodísticas en la Dirección General de Información de la Universidad Nacional Autónoma de México (UNAM) y en la Dirección General de Información de la Secretaría de Educación Pública (SEP). También trabajo como corrector de pruebas en varias editoriales. Ha colaborado en revistas políticas como Insurgencia Popular del Partido Mexicano de los Trabajadores, y de literatura como Estepa del Nazas, la cual dirigió en Torreón. En esta misma ciudad fue jefe de redacción de la Opinión de la Tarde y director del suplemento Opinión Cultural, del diario La Opinión. Asimismo, coordinó el suplemento Presencia. Enlace Universitario del diario El Siglo de Torreón.
También ha sido profesor de literatura, redacción y periodismo en instituciones como la Universidad Autónoma Metropolitana, Unidad Iztapalapa (UAM-I); la Universidad La Salle (ULSA), en donde fue miembro del consejo de redacción de la revista de filosofía Logos; igualmente en la Universidad Iberoamericana (UIA), plantel Laguna; en la Facultad de Economía y en la Facultad de Ciencias Políticas y Sociales, de la Universidad Autónoma de Coahuila (UAC), donde coordinó la carrera de Ciencias de la Comunicación. De igual manera, fue profesor de literatura y periodismo en el Instituto Superior de Ciencia y Tecnología (ISCYTAC).
Su obra es variada, puesto que ha desarrollado géneros como poesía, cuento, ensayo, teatro y crónica. En narrativa, la novela Iniciación en el relámpago (2007); en  cuento: Vuelo imprevisto (1990), Autorretrato con Rulfo (1995) y Memoria del plomo (1999). En ensayo y misceláneos: Huellas de La Laguna (2001), Un año con el Quijote (2010), Don Quijote, periodistas y comunicadores (2012), Jales sobre habla lagunera (2014), Mi iconografía del barrio de Yáñez (2015), Cronistas, historiadores y crónicas (2017), Sor Juana. La Americana Fénix (2018), Dichos de Sor Juana (2019), Sor Juana en un vitral (2020), El guerrillero Raúl Florencio Lugo (2017), Un vikingo en la guerrilla urbana (2020) y otros. En poesía es autor de Vestigios de Eros (1984), Floración del sueño (2001), Dialéctica de la pasión (2007) y Recuento en el ocaso (2018). Igualmente es autor de la obra de teatro Laguna de luz (2005) y de El teatro en la Laguna 1982-1992.
Distinciones que ha recibido: “Ciudadano Distinguido” en 1990 y en 1994; “Creador Emérito”, por el Fondo Estatal para la Cultura y las Artes de Coahuila (1999); Medalla al Mérito Universitario “Miguel Ramos Arizpe” (UAC); Medalla “José Revueltas”, del Proyecto Cultural Revueltas (2020).
Autor de libros de cuentos, poesía, ensayo, así como de la obra de teatro Laguna de luz. Es director de la revista de literatura Estepa del Nazas, editada por el Teatro Isauro Martínez de Torreón, donde también coordina el taller literario. Ha sido compilador de diversos libros colectivos de cuento y ensayo. En 1998 se le concedió el reconocimiento como Creador Emérito de Coahuila. Labora también como profesor en la Facultad de Ciencias Políticas y Sociales de la Universidad Autónoma de Coahuila en la ciudad de Torreón, Coahuila.

## Obras
Iniciación en el relámpago (novela)
- Memoria del plomo (cuento)
- Autorretrato con Rulfo (cuento)
- Vuelo imprevisto (cuento)

- Dialéctica de la pasión (poesía)
- Floración del sueño (poesía)
- Esquilas domésticas (poesía)
- Vestigios de Eros (poesía)
- Transparencia cotidiana (poesía)
- Recolecta en el ocaso (poesía)

- Huellas de la laguna (ensayo)
- Sor Juana La Americana Fénix
- Dichos de Sor Juana
- Sor Juana en un vitral
- Un año con el Quijote
- Don Quijote, periodistas y comunicadores
- Cronistas, historiadores y crónicas
- Mi iconografía del barrio de Yáñez
- Jales sobre habla lagunera
- Poesía de la música grande
- Un vikingo en la guerrilla urbana. Jesús Morales Hernández
- El guerrillero Raúl Florencio Lugo
- Reseñas y señales de narrativa y poesía laguneras
- Laguna de luz (teatro)
- El teatro en la Laguna 1982-1992